# Anders Wall
Karl Anders Wall, antes Andersson, nacido el 10 de marzo de 1931 en el pueblo de Giresta, Uppland, y residente en Heby, es un financiero, empresario y mecenas sueco que ha donado grandes sumas de dinero a la investigación sobre, entre otras cosas, el espíritu empresarial. De 1981 a 1983 fue Presidente del Consejo de Volvo. Es el padre del empresario informático Johan Wall.

## Biografía
Anders Andersson nació en el seno de una familia de agricultores, y mostró un temprano interés por los negocios vendiendo conejos sacrificados de la granja de Fyristorg, en Uppsala, durante los años de la guerra. Más tarde retomó el apellido de soldado de la familia, Wall. Más tarde entró en contacto con la familia de industriales Beijer mientras crecía. Anders Wall se graduó en la Escuela de la Catedral de Uppsala en 1952, obtuvo su licencia de oficial de reserva en 1955, estudió en la Escuela de Economía de Estocolmo de 1954 a 1958 y luego hizo prácticas en el extranjero, en Alemania, México y Estados Unidos.
El Sr. Wall abandonó sus estudios en la Escuela de Economía de Estocolmo en 1958 para hacer carrera en G & L Beijer Import & Export AB, donde trabajó primero en la filial de la empresa en Hamburgo en 1958, en sus operaciones en Nueva York, en su oficina de Gotemburgo en 1959 y llegó a ser director adjunto allí en 1962, director general adjunto allí en Estocolmo en 1964, director general y consejero delegado allí y en Kol & Koks AB en 1964-81. En la actualidad era director general de Beijer en Estocolmo. Al mismo tiempo, se aseguró de adquirir una mayor participación en la empresa.
Kol & koks cambió su nombre por el de Beijerinvest, y Wall se hizo un nombre en el mundo financiero durante la década de 1970, donde construyó una de las mayores empresas cotizadas de Suecia mediante una serie de importantes transacciones. También se le permitió comprar la participación mayoritaria de la familia Beijer en el grupo, que llegó a estar formado por una larga lista de reputadas empresas de diversos sectores: materiales de construcción, comercio de petróleo, productos alimenticios y otros. La especialidad de Wall era encontrar empresas infravaloradas con activos que pudieran realizarse a valores significativamente superiores.

## Volvo
La culminación de su carrera llegó cuando Beijerinvest se fusionó con Volvo en 1981 y Wall se convirtió en presidente del consejo de la mayor empresa sueca durante unos años Al mismo tiempo, siguió vendiendo y comprando empresas de forma paralela. Las diferencias de cultura empresarial entre Beijerinvest y Volvo acabaron provocando conflictos entre Wall y el Consejero Delegado de Volvo, Pehr G. Gyllenhammar. En 1983, Gyllenhammar asumió el cargo de presidente y Wall fue degradado a vicepresidente antes de abandonar Volvo en 1984 y volver a sus propias empresas de inversión.

## Beijer Alma
Durante las caídas bursátiles y las crisis financieras de 1987-1992, Wall perdió gran parte de su patrimonio debido a su elevado apalancamiento. A pesar de ello, compró la participación de Sparbanken en Alma Invest y fue nombrado presidente del consejo de administración en 1993. La empresa cambió entonces su nombre por el de Beijer Alma, un grupo industrial cuya mayor filial es Lesjöfors Springs.
También es presidente del consejo de Beijerinvest AB, la Fundación Kjell y Märta Beijer, Svenskt Tenn, Anders Walls Stiftelser y una docena de empresas más.

## Los Papeles de Panamá
En relación con los Papeles de Panamá se reveló que Anders Wall había ocultado dinero en paraísos fiscales a través de sociedades buzón. Presentó una autocorrección a la Agencia Tributaria sueca por un millón de coronas no tributadas en 2013. Wall afirmó que alguien había falsificado su pasaporte y sus firmas, sin comentar las acusaciones en general.

## Antecedentes familiares
Anders Wall es hijo del agricultor Algot Andersson y de Elin A, de soltera Frycklund. Estuvo casado por primera vez de 1958 a 1980 con Ann Wall, directora (nacida en 1933), hija de Kamerrer Einar Regnér y Margareta, de soltera Frick, y por segunda vez a partir de 1985 con la baronesa Charlotte Palmstierna (en segundas nupcias), hija del general de división barón Nils-Fredrik Palmstierna y Louise, de soltera Cavalli.
Vive en la mansión de Starfors, cerca de Heby, en Uppland. Ha contribuido a la vida musical de la iglesia de Giresta (su lugar de nacimiento) y de la iglesia de Västerlövsta, cerca de Starfors.
La artista Gun Maria Pettersson (1943-2007) ha realizado un retrato de Anders Wall.

## Anders Wall Foundations
Con motivo del 50 cumpleaños de Anders Wall en 1981, destacadas personalidades de la vida empresarial y cultural sueca tomaron la iniciativa de crear las Fundaciones Anders Wall. Desde entonces, las fundaciones conceden subvenciones anuales en los ámbitos de la empresa y el espíritu emprendedor, la investigación y la educación, la cultura, la educación internacional y el desarrollo rural. La mayoría de las subvenciones se conceden en una ceremonia especial celebrada el 10 de marzo, día del cumpleaños de Anders Wall, a la que asiste un gran número de representantes del mundo empresarial, cultural y académico. En años anteriores, esta ceremonia ha tenido lugar en la Real Academia de Música. La cuantía de las becas varía, pero varias rondan las 100.000 coronas suecas.
Lo que distingue a la Anders Walls Stiftelser de muchas otras fundaciones es que los becarios, además de recibir una contribución económica, se convierten en miembros de la red Wallumni. La red está formada por un par de centenares de miembros, Wallumni, desde cantantes de ópera hasta investigadores y empresarios. Los Wallumni se reúnen periódicamente y a lo largo de los años también han organizado viajes de estudios a Estonia, Inglaterra, Rusia, Letonia, Lituania y Finlandia, con Anders Wall como acompañante.

## Distinciones y premios
- Suecia Medalla de S.M. el Rey en tamaño 12 con la cinta de la Orden del Serafín
- Suecia Caballero de la Orden de Vasa 1974
- Suecia Medalla von Höpken de oro de la Real Academia Sueca de las Ciencias
- Suecia Medalla de Oro de la Real Sociedad Patriótica para la Preservación del Patrimonio Cultural Sueco 2014 por sus esfuerzos en favor de la iglesia de Giresta[10]
- Suecia Gran Medalla de Oro de la Real Sociedad Pro Patria
- Luxemburgo Gran Oficial de la Orden del Mérito Civil y Militar de Luxemburgo Adolfo de Nassau
- Luxemburgo Comendador de la Orden de la Corona de Honor de Luxemburgo
- Luxemburgo Oficial de la Orden del Mérito de Luxemburgo
- Finlandia Comendador de la Orden del León de Finlandia
- Francia Oficial de la Legión de Honor francesa
- Polonia Oficial de la Orden del Mérito de la República de Polonia
- Miembro de la Real Academia de Ingeniería (División IX) 1982[11]
- Miembro honorario de la Real Academia de Silvicultura y Agricultura 2008
- Doctor honoris causa de la Escuela Sueca de Economía 2009
- Miembro de la Kungl. Real Academia Gustave Adolphe[12]
- Doctor honoris causa en Medicina por el Instituto Karolinska 1988
- Miembro honorario de la Medicinska Föreningen de Estocolmo 1987
- Miembro de la quinta clase de la Stella Suprema Medicorum (medalla de bronce con cinta blanca-roja) 1987[12]

- Miembro honorario de la nación Uplands, Universidad de Uppsala
- Miembro honorario de la nación Västmanlands-Dala, Universidad de Uppsala
- Miembro honorario de la Universidad de Uppsala (el signo externo de este honor es la Medalla Gustaf Adolfs de 1924 en la decimoquinta talla que se lleva en una cadena alrededor del cuello)
- Miembro honorario (Kammarsångare h.c.) de la Uppsala Akademiska Kammarkör 1997
- Miembro honorario del Allmänna Sången de Uppsala (6 de noviembre de 2009)
- Concejal honorario (nombrado por Upsala Nya Tidning) 1991 [13]
- Beca cultural Torgny Segerstedt 2024
- Agr. dr h.c. SLU (Universidad Sueca de Ciencias Agrarias)
- Nombrado catedrático por el Gobierno (2024)[14]
- Presentó el programa de radio Sommar i Sveriges Radio el 2 de agosto de 2009, tras lo cual recibió 6.200 cartas de oyentes.[15]

## Otras lecturas
- Nordling, Peter (28 de agosto de 1986). ”Beijer till Finland med ny strategi”. pp. 50-51. ISSN 0533-070X.